# Говтва (река)
Говтва (Голтва) — река в Полтавской области Украины, приток реки Псёл.
Протекает по территории Решетиловского и Козельщинского районов Полтавской области. Берега низменны и болотисты.
Средний многолетний расход воды реки Говтва у села Михновка составляет 5,84 м³/с. Среднегодовая минерализация воды составляет около 685 мг/дм³. Используется для технического водоснабжения и орошения. На берегах Голтвы расположены: посёлок городского типа Решетиловка, сёла Говтва, Мякеньковка.